# January Jones
January Kristen Jones, född 5 januari 1978 i Sioux Falls i South Dakota, är en amerikansk skådespelare och fotomodell. Som skådespelare är Jones bland annat känd för rollen som Betty Draper i TV-serien Mad Men. Hon medverkar även i filmen  X-Men: First Class och spelar en av huvudrollerna i TV-serien The Last Man on Earth.
Den 13 september 2011 födde Jones en son, Xander Dane.

## Filmografi i urval
- 1999 – It's the Rage
- 2001 – The Glass House
- 2001 – Bandits
- 2002 – Full Frontal
- 2002 – Taboo
- 2003 – Anger Management
- 2003 – American Pie – The Wedding
- 2003 – Love Actually
- 2004 – Loves's Enduring Promise
- 2004 – Dirty Dancing 2
- 2005 – The Three Burials
- 2006 – Swedish Auto
- 2006 – We Are Marshall
- 2007–2015 – Mad Men (TV-serie)
- 2009 – The Boat That Rocked
- 2011 – Unknown
- 2011 – X-Men: First Class
- 2011 – Seeking Justice
- 2013 – Sweetwater
- 2014 – Good Kill
- 2015–2018 – The Last Man on Earth (TV-serie)
- 2020 – Spinning Out (TV-serie)
- 2023 – God Is a Bullet